# 더 위 앤 더 아이
《더 위 앤 더 아이》(영어: The We and the I)는 2012년 공개된 미국의 영화이다.

## 출연

### 주연
- 마이클 브로디
- 테레사 린
- 레이몬드 델가도

## 기타
- 프로듀서: 라피 애들런
- 프로듀서: 줄리 퐁
- 프로듀서: 조르쥬 베르만
- 미술: 톰마소 오티노